# معمر (اسم)
معمر هو اسم علم مذكر من أصل عربي، ومعناه هو المنزل المأهول الكثير الزرع.

## وصلات خارجية
- موسوعة السلطان قابوس لأسماء العرب